# Nicholas Ray
Nicholas Ray (Raymond Nicholas Kienzle; n. 7 august 1911, La Crosse, Wisconsin, SUA – d. 16 iunie 1979, New York City, New York, SUA) a fost un regizor american de film, una dintre cele mai proeminente personalități ale Hollywood-ului din anii 1950.
Încă din copilărie este fascinat de teatru. Dorindu-și să facă parte din lumea spectacolului, devine mai târziu șef de orchestră simfonică, director de scenă și realizator de emisiuni radiofonice in colaborare cu John Houseman. Studiază arhitectura cu marele arhitect american Frank Lloyd Wright. Profesional, în domeniul teatrului, colaborează cu Elia Kazan.
În cinematografie debutează în 1947, realizând pentru compania R.K.O. filmul They Live by Night (Ei trăiesc noaptea), povestea tragică a doi tineri respinși de societate. Această temă pare să revină obsedant în creația artistului, dublată și de profunde accente autobiografice în pelicule ca Knock on Any Door (1949) sau Rebel fără cauză (1955), ultimul  considerat de altfel capodopera sa.

## Filmografie
- 1947 Amanții nopții (They Live by Night)
- 1948 Secretul unei doamne (A Woman's Secret)
- 1949 Legea străzii (Knock on Any Door)
- 1950 Într-un loc singuratic (In a Lonely Place)
- 1950 O femeie fără scrupule (Born to Be Bad)
- 1951 Pe tărâm primejdios (On Dangerous Ground)
- 1952 Giganții aerului (Flying Leathernecks)
- 1952 Rodeo (The Lusty Men)
- 1954 Johnny Chitară (Johnny Guitar)
- 1954 Colorado (Run for Cover)
- 1955 Rebel fără cauză (Rebel Without a Cause)
- 1956 Sânge încins (Hot Blood)
- 1956 Mai presus decât viața (Bigger Than Life)
- 1957 Adevărata poveste a lui Jesse James (The True Story of Jesse James)
- 1958 Victorie amară (Bitter Victory)
- 1958 Pădurea interzisă (Wind Accros the Everglades)
- 1958 Party Girl
- 1960 Umbre albe (The Savage Innocents)
- 1961 Regele regilor (King of Kings)
- 1962 Cinzeci și cinci de zile la Pekin (55 Days at Peking)
- 1973 Wet Dreams
- 1973 Nu ne mai putem întoarce acasă (We Can't Go Home Again)
- 1979 Lumină deasupra apei (Lightning Over Water) (realizat în colaborare cu Wim Wenders)

## Legături externe
- Materiale media legate de Nicholas Ray la Wikimedia Commons
- Senses of Cinema: Great Directors Critical Database
- Nicholas Ray la Internet Movie Database
- Photos of Nicholas Ray at SUNY Binghamton (Harpur College) from 1970-72 during the making of “We Can't Go Home Again” by Mark Goldstein
- Nicholas Ray la Find a Grave
- The New Yorker article
- Tom Farrell, We Can't Go Home Again, "La furia umana", n° 3, winter 2010 on www.lafuriaumana.it
- Claudio Mazzatenta, Nicholas Ray's MARCO. Memory of working of Nick, "La furia umana", n° 3, winter 2010 on www.lafuriaumana.it
- NICHOLAS RAY: THE LAST INTERVIEW with Kathryn Bigelow and Sarah Fatima Parsons "La furia umana", n° 5 on www.lafuriaumana.it